# Augustin Ehrensvärd

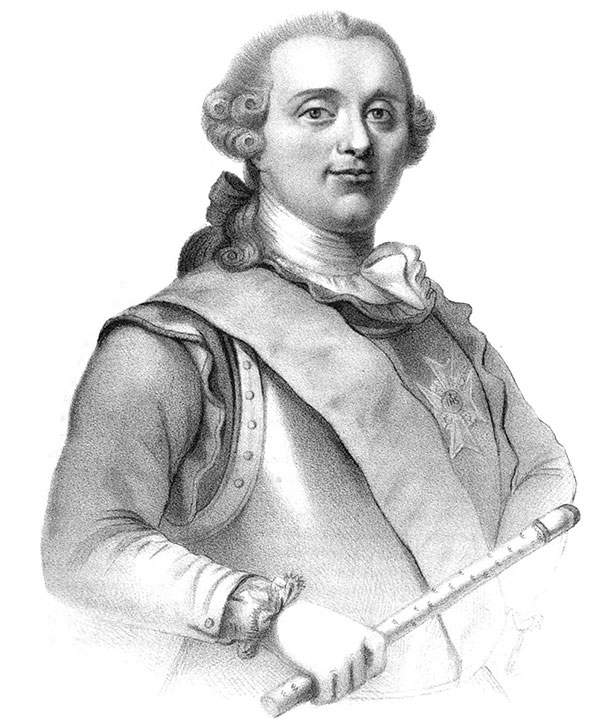
Portret

Augustin Ehrensvärd (25 september 1710 - 4 oktober 1772) was een Zweeds militair en architect. In 1747 werd hij door Frederik I van Zweden gekozen om het maritieme fort Suomenlinna bij Helsinki te ontwerpen. Het fort staat tegenwoordig op de werelderfgoedlijst. Na zijn overlijden werd hij benoemd tot veldmaarschalk.

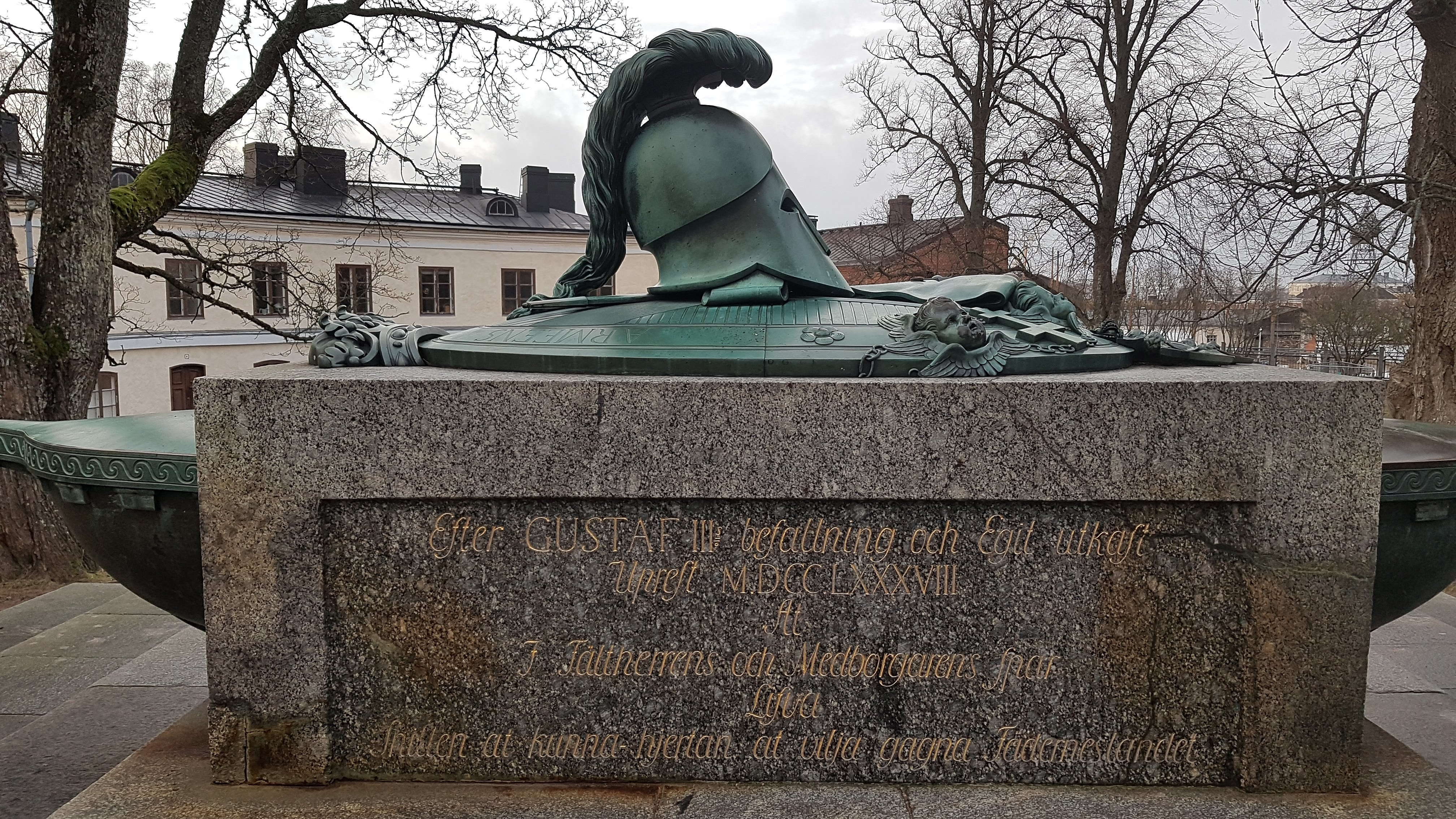
Graf Augustin Ehrensvärd op Suomenlinna

- Bibsys: 10018272
- Gemeinsame Normdatei: 121452964
- International Standard Name Identifier: 0000 0000 7329 6827
- KulturNav: 0c4d7b13-17df-41e3-862c-232f4c1efb69
- Library of Congress Control Number: n98089069
- RKD-Nederlands Instituut voor Kunstgeschiedenis: 25723
- LIBRIS: 185811
- Système universitaire de documentation: 178123358
- Union List of Artist Names: 500010591
- Virtual International Authority File: 102445017
- WorldCat: E39PBJppyQ7CtkrPXJp8JKbw4q